# Arcade veineuse palmaire profonde
L'arcade veineuse palmaire profonde est l'ensemble des veines profondes de la paume de la main formant le réseau veineux satellite de l'arcade palmaire profonde. Elle reçoit les veines métacarpiennes palmaires.